# Hydrolithon pachydermum
Hydrolithon pachydermum (Foslie) J.C. Bailey, J.E. Gabel, & D.W. Freshwater, 2004  é o nome botânico  de uma espécie de algas vermelhas pluricelulares do gênero Hydrolithon, família Corallinaceae, subfamília Mastophoroideae.
- São algas marinhas encontradas na Colômbia e algumas ilhas do Caribe (Bahamas, Barbados, Cuba, Porto Rico e Virgens).

## Sinonímia
- Lithophyllum onkodes f. pachydermum     Foslie, 1904
- Porolithon pachydermum     (Foslie) Foslie, 1909